# Ніколаєвка (Большемурашкинський район)
Ніколаєвка (рос. Николаевка) — присілок в Большемурашкинському районі Нижньогородської області Російської Федерації.
Населення становить 2 особи. Входить до складу муніципального утворення Совєтська сільрада.

## Історія
Від 2009 року входить до складу муніципального утворення Совєтська сільрада.

## Населення
| 1999 | 2002 | 2010 |
| ---- | ---- | ---- |
| 13   | ↘4   | ↘2   |